# Négy zenekari darab
Az 1912-ben írott Négy zenekari darab (Op. 12, Sz. 51, BB 64) sajátos szín Bartók Béla zeneszerzői munkásságában.
Úgy tűnik, mintha Bartók ezúttal fokozott érdeklődéssel tette volna magáévá az impresszionista zeneszerzők szín-effektusait. A dallamvonalak szigorú, következetes rajza helyett ezek az effektusok jellemzik a Négy zenekari darabot, amelynek címe különböző jellegű, önálló, rövid művek egymásutánjára utal.
A komponálás első fázisában (1912-ben) azonban a szerző nem fejezte be a művet: a hangszerelést egyelőre csak vázlatosan jegyezte fel, önmaga számára. A tízes évek előadói és zeneszerzői visszavonultságában Bartók nem is vette elő újra a kompozíciót, mint mondta: "komponálni csak mint magánember szoktam, csupán családi használatra", s végül csak 1921 nyarán – új kiadója biztatására – készítette el a teljes partitúrát.
Bemutatója 1922-ben zajlott le: a Budapesti Filharmóniai Társaság Zenekara játszotta Dohnányi Ernő vezényletével.

## Tételek
A Négy zenekari darabból az első kettő, a Preludio és a Scherzo a teljes cikluson belül is szorosabban összetartozó párt alkot. A nevükön kívül még az támasztja alá ezt az állítást, hogy hogy míg a Preludio a Két kép első, "Virágzás" tételével mutat rokonságot, a Scherzo a Két portré Torz arcképét idézi fel.

### Preludio
Glissandók, trillák, tremolók alkalmazásával próbálja ki azt hangzást, amelyet később „éjszaka-zenéiben” elevenít fel újból. Az első darab nagyszabású együttessel éri el azt a kifinomult hangzást, amit a zeneszerző feltehetően Claude Debussytől sajátított el.

### Scherzo
A második darab egyike Bartók démoni, éles és kérlelhetetlen burleszk-zenéinek.

### Intermezzo
A harmadik helyen álló alkotás ismét áttetsző, impresszionisztikus alkotás. Egyes elemzők szerint a harmadik tétel mintha már a Concerto "megszakított közjátékát" előlegezné a főrész nyugodt siciliano-ritmikájával éles kontrasztot adó középső szakaszával.

### Marcia funebre
A befejező Marcia funebre a Kossuth-szimfónia gyászindulójára, Bartók egyik legelső zenekari művére mutat vissza. Itt viszont nem találhatunk magyaros elemeket.

## Autográf anyagok
- Vázlatok: két memo-vázlat a II. tételhez egy gyűjtőfüzetben (Bartók Archívum, Budapest: BH110, fol. 34r)
- 2-zongorás letét formájú fogalmazvány ill. leírás (részben első fogalmazvány, részben valószínűleg másolat/átdolgozás egy elveszett folyamatfogalmazvány alapján; a hangszerelést előkészítő jegyzetekkel) (Bartók Péter gyűjteménye: 31TPPS1; a III. tétel kezdete Ziegler Márta másolatában is)
- Autográf partitúra, utólagos javítások részben Márta kézírásával (az I–II. vagy a IV–III–II. tétel külön előadásának lehetőségére utaló jegyzettel) (British Library, London, Zweig MS. 5)
- Partitúra másolat, Márta írása, Bartók javításaival, az Universal Edition 7270 elsőkiadás (1923) metszőpéldánya (Bartók Péter magángyűjteménye: 31FSFC1).